# Unificación (práctica espiritual)
La unificación, en el sentido entendido por este artículo, describe la práctica fundamental del Sistema Isha, creada por la gurú espiritual que lleva su nombre (Isha), con el fin de eliminar el estrés del sistema nervioso, expandir la conciencia y desarrollar la capacidad de amar, todo lo cual se manifiesta en una mejoría de la calidad de vida. 

## Descripción
Consiste en la repetición mecánica de unos pensamientos especiales, que Isha llama "Facetas", que vibran en la frecuencia más elevada del amor y son "verdades de Iluminación espiritual", inherentes a todos los seres sensibles; tales como la unidad de la totalidad o la perfección del momento presente.
A diferencia de otros métodos de transformación, la unificación no requiere ningún tipo de esfuerzo, postura o concentración para lograr resultados. Tampoco tiene sistema de creencias. Lo practican personas de cualquier religión o sin ninguna. Esto sumado a la concreción de sus efectos y lo rápido que actúa, la ha convertido en una de las prácticas de autoayuda más aceptadas en Latinoamérica y el mundo.

## Funcionamiento
La unificación parte del principio de que en todo en nuestra experiencia humana, desde la materia al pensamiento, es solo energía que tiene una frecuencia vibratoria determinada. Mientras mayor es esa frecuencia, más armonioso es el funcionamiento sea de la mente o la materia. Estos pensamientos especiales, las facetas, que vibran en la frecuencia más elevada del amor, al ser intercalados con los pensamientos habituales, muchos de ellos basados en miedo que es la vibración más densa, comienzan a transformarlos, porque elevan la frecuencia vibratoria de estos. Así, la unificación no lucha contra el miedo, ni el resentimiento, ni ningún otro pensamiento o emoción densa, sino que los transforma. La armonía que produce esa transformación, se deriva hacia todas las áreas de la vida:  el cerebro retoma su funcionalidad y coherencia, eliminando el estrés que causan los pensamientos basados en miedo que producen la sensación de carencia y sufrimiento.
Cuando se vibra en esa frecuencia amorosa, el sistema nervioso está protegido de los estímulos del estrés, tiene una herramienta para transformarlos, y por ende las respuestas del mismo son más armoniosas,  sanando así la ansiedad, el insomnio, la depresión y otras enfermedades de carácter psicológico o enfermedades físicas producidas por el estrés, de forma muy rápida. Se dice que al conectarse consigo mismo y encontrar esa plenitud interior, es cuando el individuo elimina la necesidad de estímulos tales como las adicciones, ya que siempre se llega a ellas por la necesidad de llenar esos espacios donde se siente carencia.
Posteriormente la conciencia del sujeto se expande progresivamente incrementando su potencial creativo, claridad y determinación, transformando profundamente su experiencia de vida. Y esa sensación de paz y plenitud crea una atmósfera amorosa que tiene efectos no sólo en el individuo sino en la totalidad.

## Aprendizaje
Actualmente la labor de la Fundación Isha (Educando para la paz), es la enseñanza para todo público, del Sistema Isha a través de medios audiovisuales, talleres y seminarios en todo el mundo y en sus centros de Argentina, México y Uruguay
.
También La Fundación Isha se dedica a llevar esta enseñanza, como acción social, a distintas agrupaciones de personas que de otra forma no tendrían acceso a ella: cárceles, asociaciones de madres solteras, de personas maltratadas, de personas con capacidades diferentes, etc.